# Alfabeto catalão
O alfabeto catalão é derivado do alfabeto latino e composto por 26 letras, com a inclusão de algumas letras usadas em estrangeirismos presentes na língua catalã:
| Forma Maiúscula |   |   |   |   |   |   |   |   |   |   |   |   |   |   |   |   |   |   |   |   |   |   |   |   |   |
| A               | B | C | D | E | F | G | H | I | J | K | L | M | N | O | P | Q | R | S | T | U | V | W | X | Y | Z |
| Forma Minúscula |   |   |   |   |   |   |   |   |   |   |   |   |   |   |   |   |   |   |   |   |   |   |   |   |   |
| a               | b | c | d | e | f | g | h | i | j | k | l | m | n | o | p | q | r | s | t | u | v | w | x | y | z |

## Nomes das letras e representações fonéticas
| Letra   | Nome da letra             | Nome da letra (conforme a Acadèmia Valenciana de la Llengua) | Pronúncia          | Observações |
| ------- | ------------------------- | ------------------------------------------------------------ | ------------------ | --- |
| A a     | a                         | a                                                            | [ä], [ə]           | ambas as variações Àà |
| B b     | be o be alta              | be o be alta                                                 | [b], [β], [p]      | |
| C c     | ce                        | ce                                                           | [k], [s], [g]      | |
| Ç ç     | ce trencada               | ce trencada                                                  | [s]                | é uma letra modificada, uma variação do c (não faz parte do alfabeto)                                                       |
| D d     | de                        | de                                                           | [d], [ð], [t]      | |
| E e     | e                         | e                                                            | [ε], [e], [ə]      | ambas as variações Éé Èè |
| F f     | efa                       | efe o ef                                                     | [f], [v]           | |
| G g     | ge                        | ge                                                           | [g], [γ], [ʒ], [k] | |
| H h     | hac                       | hac                                                          | muda o [h]         | |
| I i     | i                         | i                                                            | [i], [j]           | ambas as variações Íí Ïï |
| J j     | jota                      | jota                                                         | [ʒ]                | |
| K k     | ca                        | ca                                                           | [k]                | letra utilizada em estrangeirismos                                                                                          |
| L l     | ela                       | ele o el                                                     | [ɫ]                | |
| L·L l·l | ela geminada              | ele (o el) geminada                                          | [ɫɫ]               | É uma letra composta e não faz parte do alfabeto. Também não está em início ou fim de palavra                               |
| M m     | ema                       | eme o em                                                     | [m], [ɱ]           | |
| N n     | ena                       | ene o en                                                     | [n], [ŋ], [ɱ]      | |
| O o     | o                         | o                                                            | [ɔ], [o], [u]      | ambas as variações Óó Òò |
| P p     | pe                        | pe                                                           | [p], [b]           | |
| Q q     | cu                        | cu                                                           | [k]                | |
| R r     | erra                      | erre o er                                                    | [r], [ɾ]           | |
| S s     | essa                      | esse o es                                                    | [s], [z]           | |
| T t     | te                        | te                                                           | [t], [d]           | |
| U u     | u                         | u                                                            | [u], [w]           | ambas as variações Úú Üü |
| V v     | ve o ve baixa             | ve o ve baixa                                                | [b], [β], [v]      | |
| W w     | ve doble o doble ve baixa | ve doble o doble ve baixa                                    | [b]                | letra utilizada em estrangeirismos                                                                                          |
| X x     | ics o xeix                | ics o xeix                                                   | [ʃ], [ks], [gz]    | |
| Y y     | i grega                   | i grega                                                      | [i], [j]           | letra utilizada no dígrafo ny (equivalente ao nh do português), alguns nomes próprios (como Aymerich) ou em estrangeirismos |
| Z z     | zeta                      | zeta                                                         | [z]                | |

Caracteres especiais: ponto (.), vírgula (,), ponto e vírgula (;), dois pontos (:), acento grave (`), acento agudo (´) e trema (¨).
Historicamente, o nome de algumas letras foi outro: ef, el, em, en, er, es, itzeta. Também era diferente a pronúncia da vogal de alguns dos nomes das letras.
A pronúncia das letras "e" e "o" é aberta, tal qual costuma ser em português.

## Dígrafos
O catalão tem os seguintes dígrafos:
- "ny" representa [ɲ] (equivalente ao nh em português);
- consoantes dobradas: "ll" [ʎ] (equivalente ao lh em português), <rr> [r], <ss> [s].
- com um u mudo seguido de e ou i: <gu> [g] o [γ], <qu> [k].
- com um i: <ig> depois de vogal no final de palavra [tʃ͡], <ix> intervocálico ou depois do vogal no final de palavra [ʃ] o [ʒ]
- Sons africados começados por t: "tg" ou "tj" [dʒ͡], <tx> [tʃ͡] e <tz> [dz͡]

Ortograficamente, o rr, o ss e o ix intervocálicos se separam em sílabas diferentes.